# Mala Pristava (gmina Šmarje pri Jelšah)
Mala Pristava – wieś w Słowenii, w gminie Šmarje pri Jelšah. W 2018 roku liczyła 79 mieszkańców.